# Hippodamia notata
Hippodamia notata је инсект из реда тврдокрилаца (Coleoptera) и породице бубамара (Coccinellidae).

## Опис
Глава је позади црна, а спреда бела. Пронотум црн са белом предњом ивицом. Покрилца су црвенкаста, оранж, окер или жута, са 11 крупних заобљених мрља. Предња и бочне ивице имају бели појас. Тело је здепасто. Дужина тела је 4,5–6 mm.

## Распрострањење
Настањује већи део Европе, као и Источни палеарктик и Блиски Исток. У Србији налажена искључиво на вишим планинама, прилично ретка. Становник је влажних и сеновитих станишта, рубова шума и пропланака.

## Галерија
- Оранж форма
- Црвена форма
- Жута форма